# مهدی آریان‌نژاد

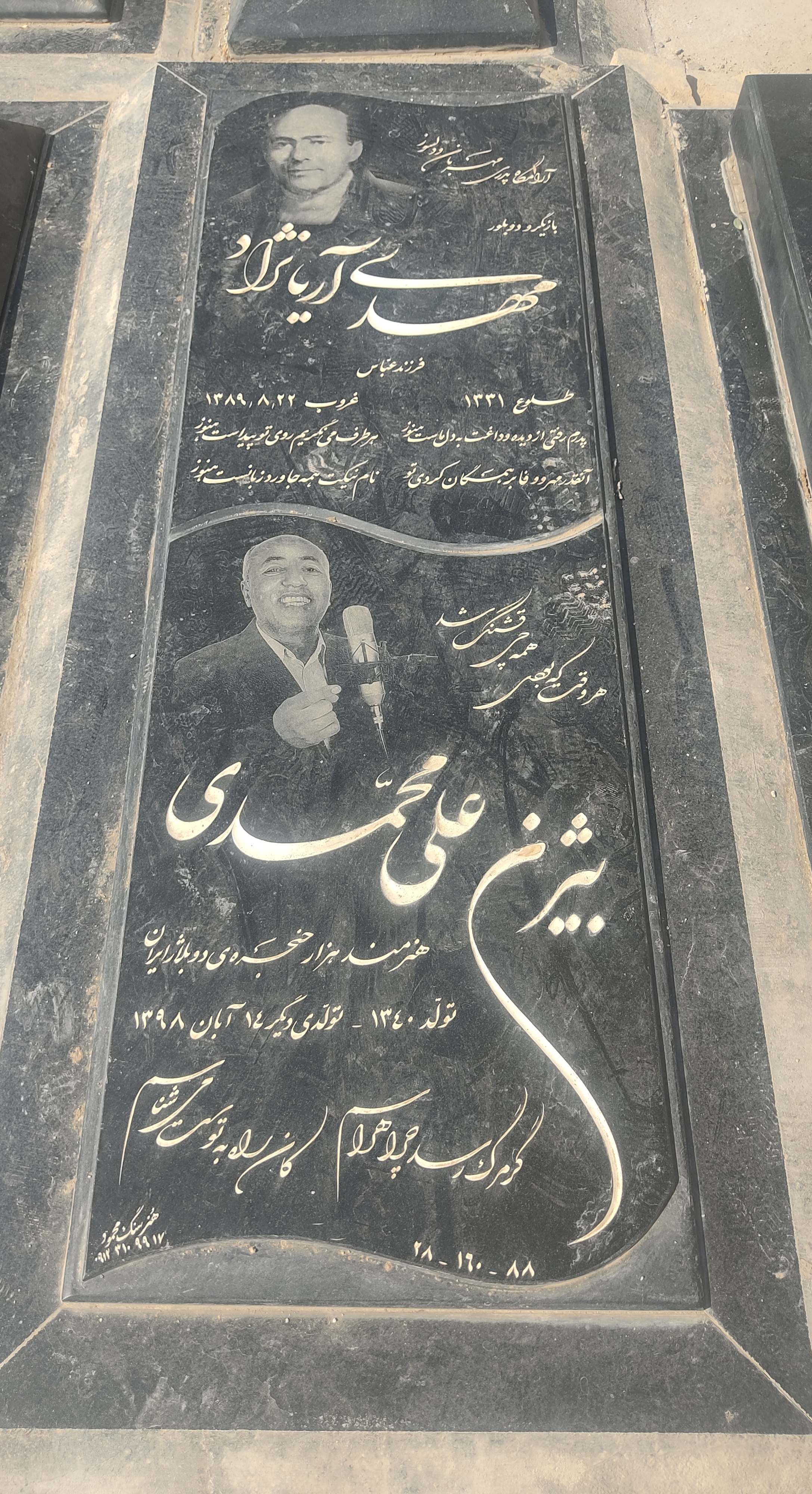
قبر مهدی آریان‌نژاد در قطعه هنرمندان بهشت زهرا

مهدی آریان‌نژاد (۱۹ تیر ۱۳۳۱‍ در زنجان - ۲۲ آبان ۱۳۸۹ در تهران) بازیگر سینما و تلویزیون بود.
این بازیگر که در مجموعه هشدارهای پلیس در دهه ۱۳۶۰ با عنوان «کمالی» معروف شده بود، سابقه حضور در فیلم‌هایی چون از بلور خون، تبعیدی‌ها، شانس زندگی، یکبار برای همیشه، روزنه و کانی مانگا و مجموعهٔ تلویزیونی «گریز» را نیز در کارنامه دارد.

## درگذشت
او در اثر عارضه ریوی در شنبه ۲۲ آبان ۱۳۸۹ در بیمارستان دکتر شریعتی (تهران) درگذشت و در قطعه هنرمندان بهشت زهرا به خاک سپرده شد. درگذشت او به اشتباه این تصور را ایجاد کرد که مهدی آرین‌نژاد که یک دوبلور ایرانی است درگذشته است. البته ۸ سال بعد در سال ۱۳۹۷ مهدی آرین نژاد دوبلور واقعاً درگذشت.

## فیلم‌شناسی
- گریز (۱۳۷۵)
- از بلور خون (۱۳۷۱)
- یکبار برای همیشه (۱۳۷۱)
- تبعیدی‌ها (۱۳۷۰)
- شانس زندگی (۱۳۷۰)
- روزنه (۱۳۶۷)
- هشدارهای پلیس (۱۳۶۷)
- سازمان ۴ (۱۳۶۶)
- کانی مانگا (۱۳۶۶)